# Syd Nathan
Sydney Nathan, noto anche con lo pseudonimo di Lois Mann (Cincinnati, 27 aprile 1904 – Miami, 5 marzo 1968), è stato un produttore discografico statunitense.
Nel 1943, Nathan fondò la King Records, divenuta una delle principali etichette discografiche indipendenti dell'epoca, e contribuì al successo di svariati generi fra cui il contry & western, l'R&B e il rock 'n' roll. Nathan viene anche ricordato per aver lanciato diversi artisti come James Brown, che incise il suo primo singolo Please, Please, Please (1956) per la Federal Records, una succursale della King. Nathan viene considerato "uno dei soggetti più eccentrici dell'industria discografica... (che) gestiva la sua etichetta come un dittatore... (e) urlava e intimidiva costantemente i suoi artisti e impiegati".

## Biografia

### La gioventù
Nathan nacque nel 1904 da una famiglia ebrea a Cincinnati, nell'Ohio e interruppe gli studi in prima superiore a causa di problemi di vista e asma. Lavorò dapprima suonando la batteria nei club e, in età adulta, trovò alcuni impieghi nel settore immobiliare, nei parchi di divertimento e nei banchi di pegno e nelle gioiellerie. A metà degli anni 1930, aprì un negozio di radio e fonografi che gestiva con la sorella e il marito di lei. Successivamente, Syd Nathan si trasferì in Florida per avviare un'attività di sviluppo fotografico con suo fratello.

### La King Records e il successo
Ritornato a Cincinnati nei primi anni 1940, Nathan aprì un negozio di dischi, il Syd's Record Shop, in cui vendeva dischi usati per jukebox. Nel 1943 fondò la King Records che, dopo aver fallito dopo poco tempo, riuscì a rifinanziarsi grazie al supporto della famiglia. Sebbene la King fosse stata aperta per produrre dischi hillbilly, Nathan decise presto di rivolgersi al mercato dei race record richiesti dagli adolescenti afro-americani. I primi dischi della King furono stampati a Louisville, nel Kentucky, ma, a causa della scarsa qualità di registrazione, il produttore decise di installare un sistema di stampaggio presso il 1540 di Brewster Avenue, a Cincinnati, che rimarrà la sede della King durante gli anni seguenti. Nello stesso luogo aprì anche uno studio di registrazione che distribuiva i suoi dischi autonomamente lungo il Midwest.

Nel 1945, Nathan fondò anche la Queen, una sussidiaria della King Records specializzata in musica R&B il cui catalogo fu però presto inglobato in quello dell'etichetta di riferimento. Nel corso degli anni, la King acquisì molte altre etichette meno influenti come la De Luxe Records, e inaugurò nuove filiali come la Federal. Fra i molti artisti scoperti dai talent scout della società e le sue sussidiarie vi furono The Delmore Brothers, The Stanley Brothers, Moon Mullican, Cowboy Copas, Grandpa Jones, Bull Moose Jackson, Lucky Millinder, Tiny Bradshaw, Earl Bostic, Eddie Vinson, Wynonie Harris, The Dominoes, Little Willie John, Bill Doggett, Hank Ballard e The Midnighters, la cui canzone Work with Me, Annie divenne uno dei maggiori successi della Federal. Nathan incoraggiava attivamente gli artisti bianchi a registrare canzoni R&B e, viceversa, gli artisti neri a registrare canzoni country; questa manovra non era dovuta a motivi di integrazione culturale, ma per massimizzare le sue entrate con i ricavi editoriali. Il produttore discografico dichiarò:
 Secondo una nota su Nathan presente alla Rock and Roll Hall of Fame:

Nel 1956, il talent scout Ralph Bass fece entrare James Brown nel roster della King e gli permise di registrare Please, Please, Please. Stando alle fonti, Nathan disse che il singolo di Brown dichiarò che fosse "la peggior cagata che io abbia mai ascoltato. È qualcuno che balbetta su un disco dicendo solo una parola per tutto il tempo..." Nonostante ciò, Please, Please, Please, fu un grande successo commerciale. Sebbene la relazione fra Nathan e Brown fosse stata controversa, il cantante dichiarò:
 Brown continuò a registrare per la King, nonostante occasionali cause legali tra lui e Nathan, e il rifiuto iniziale di Nathan di finanziare Live at the Apollo (1962), che diverrà una delle registrazioni più influenti e di maggior successo di Brown e destinato a piazzarsi al secondo posto della US album chart.
La King Records viene ritenuta una delle prime compagnie razzialmente integrate nel settore discografico statunitense e "una delle poche case discografiche a registrare un disco da cima a fondo, il tutto sotto lo stesso tetto". Essendo molto competitiva, la King poteva registrare un brano, stamparlo su disco e distribuirlo entro una settimana. Negli anni 1960, la King era diventata la sesta etichetta discografica in ordine di importanza negli Stati Uniti e divenne responsabile di oltre 250 successi nelle classifiche rock, pop, R&B e country. Tuttavia, l'impatto della King diminuì negli anni sessanta, quando il suo proprietario fu coinvolto nello scandalo della payola.
Oltre ai crediti ricevuti a suo nome, Nathan usava lo pseudonimo Lois Mann per la pubblicazione di canzoni e i diritti d'autore, al fine di ottenere una quota delle royalty dagli autori delle canzoni: una pratica comune tra i proprietari delle case discografiche. Nathan/Lois Mann viene accreditato per aver scritto 202 canzoni, tra cui Annie Had a Baby, I Sail My Ship Alone, Signed Sealed and Delivered e Train Kept A-Rollin'.

### Gli ultimi anni e la morte
Nathan aveva problemi di salute da molti anni e, quando raggiunse i cinquant'anni di età, iniziò anche a soffrire di scompensi cardiaci. Morì all'età di 63 anni a causa di malattie cardiache complicate da una polmonite, nel 1968, a Miami (Florida). Fu sepolto nel cimitero di Judah Touro, a Cincinnati. Nel 1997, Nathan venne inserito nella categoria "non-performer" della Rock and Roll Hall of Fame.